# Жоффруа Торі

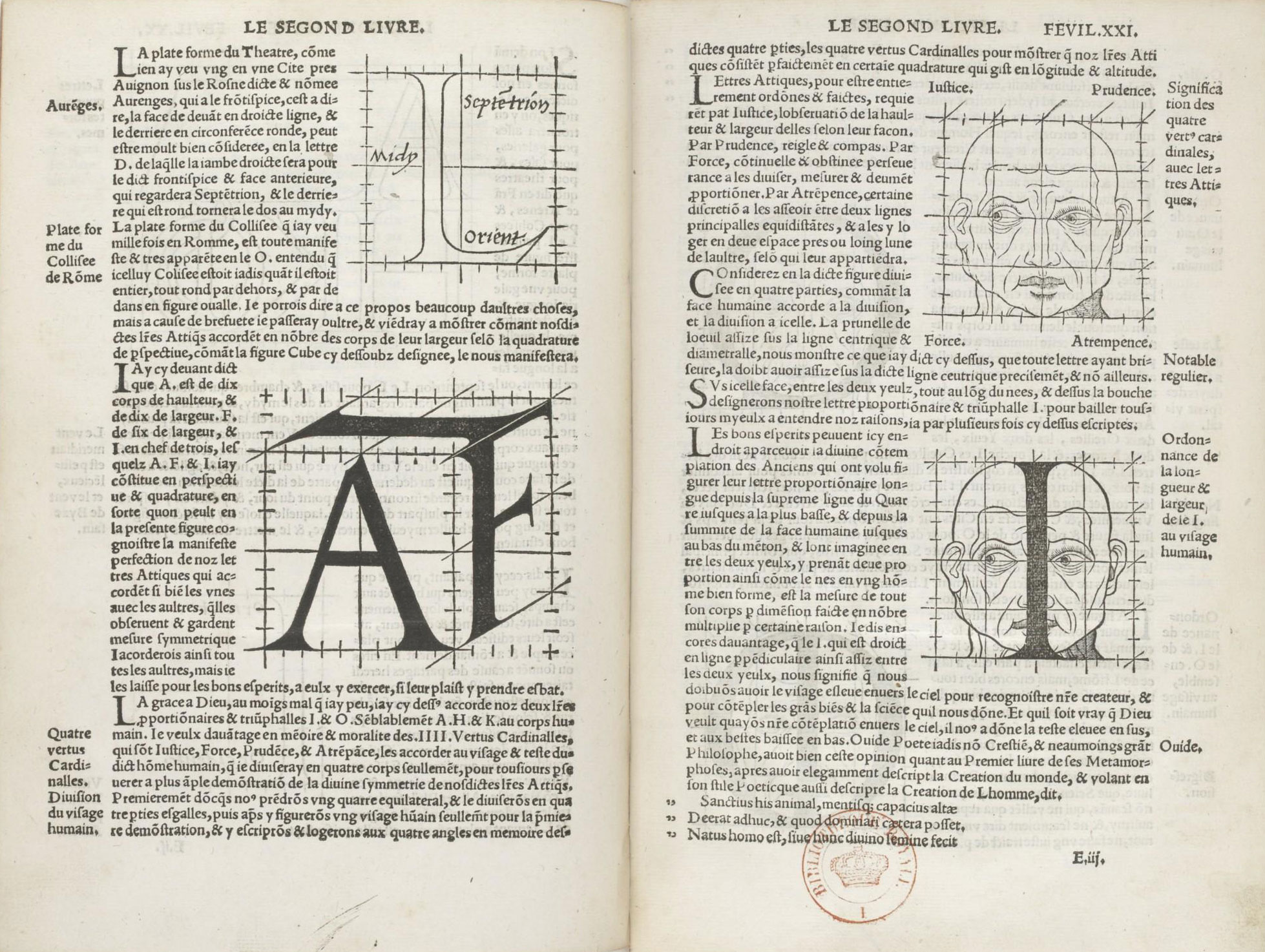
Розворот з «Квітучого поля» (1529).

Жоффруа́ Торі́ (фр. Geoffroy Tory; 1480, Бурж — до 14 жовтня 1533, Париж) — французький художник-гравер, книготорговець і видавець.

## Біографія
У молодості Торі на кошти меценатів здійснив дві подорожі до Італії, де протягом декількох років вивчав у Римі й Болоньї видавничу справу та мистецтво гравюри. У 1505 році, після повернення з першої поїздки в Італію, він обійняв посаду професора літератури і філософії в паризькому коледжі де Плессі. У 1518 році відкрив на Малому мосту в Парижі книжкову крамницю під вивіскою «Розбитий горщик» («Pot Cassé»).
У 1529 році Торі видав трактат «Квітуче поле» («Champ Fleury»), де туманною і загадковою формою (характерною для майстрів тих років, що передавали учням свої секрети) виклав свої погляди на природу і властивості прекрасного, включаючи книгу і шрифт. Там же сформулював правила вживання різних шрифтів при оформленні книги. Твір мав величезний успіх і справив великий вплив на розвиток шрифту і типографіки не тільки у Франції. У 1936 трактат Торі був перекладений російською мовою ленінградським медієвістом і книгознавцем В. С. Люблінським, але переклад залишився невиданим.
Іноді Торі приписують винахід коми, яку він називав «гачкуватою точкою». Багато в чому Торі визначив стиль оформлення книг у Франції XVI століття; відіграв провідну роль у справі пропаганди прямого романського шрифту на противагу більш популярному в ту пору готичному. Співпрацював з такими відомими французькими друкарями, як Робер Гранжон і Симон де Колін.
Крім реформи французької типографіки та видавничої справи Торі цікавився реформою французької мови. Жалкував про відсутність кодифікованої норми, строгих правил граматики, подібних тим, які були сформульовані для латини. За ініціативою Торі паризький медик і анатом Жак Дюбуа в 1531 написав і видав першу в історії граматику французької мови.
Жоффруа Торі прославився як талановитий художник-гравер, працюючи в майстерні під назвою «Розбитий горщик» (Pot cassé). Він залишив після себе величезну колекцію віддрукованих або вирізаних ним віньєток, фронтиспісив, вензелів, заголовних букв тощо. Учнем Торі був Клод Гарамон.